# Penaoola
Penaoola là một chi nhện trong họ Amphinectidae. De onderliggende soorten komen voor in Nam Úc.

## Onderliggende soorten
- Penaoola algida Davies, 1998
- Penaoola madida Davies, 1998